# NFL Europe 2006
Die NFL Europe 2006 war die 14. Saison der Liga. Das World Bowl XIV genannte Finale in Düsseldorf gewann die Frankfurt Galaxy.
Aufgrund der in Deutschland ausgetragenen Fußball-Weltmeisterschaft 2006 startete die Liga erstmals bereits im März – vier der sechs Stadien der NFL Europe wurden auch für die Weltmeisterschaft benutzt. Der World Bowl wurde zum einzigen Mal bereits im Mai ausgetragen, vor dem Start der Fußball-WM.

## Teilnehmer und Modus
Das Teilnehmerfeld war unverändert. Jedes Team spielte ein Mal zu Hause und einmal auswärts gegen jede andere Mannschaft. Die beiden Erstplatzierten zogen in den World Bowl ein.
| Land        | Team               | Spielort                                                      | Head Coach    | Platzierung 2005         |
| ----------- | ------------------ | ------------------------------------------------------------- | ------------- | ------------------------ |
| Niederlande | Amsterdam Admirals | Amsterdam ArenA                                               | Bart Andrus   | 2., Sieger World Bowl    |
| Deutschland | Berlin Thunder     | Olympiastadion Berlin (4) Friedrich-Ludwig-Jahn-Sportpark (1) | Rick Lantz    | 1., Verlierer World Bowl |
| Deutschland | Cologne Centurions | RheinEnergieStadion, Köln                                     | David Duggan  | 3.                       |
| Deutschland | Frankfurt Galaxy   | Commerzbank-Arena, Frankfurt am Main                          | Mike Jones    | 5.                       |
| Deutschland | Hamburg Sea Devils | AOL-Arena, Hamburg                                            | Jack Bicknell | 4.                       |
| Deutschland | Rhein Fire         | LTU arena, Düsseldorf                                         | Jim Tomsula   | 6.                       |

## Regular Season

### Übersicht

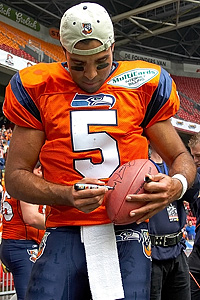
Gibran Hamdan (Amsterdam Admirals) nach dem Spiel gegen Rhein Fire (Woche 5).

| ↓ Heim Auswärts →  | AMS   | BER   | COL   | FRA   | HAM   | RHE   |
| ------------------ | ----- | ----- | ----- | ----- | ----- | ----- |
| Amsterdam Admirals | •     | 29:33 | 13:20 | 38:20 | 21:34 | 35:31 |
| Berlin Thunder     | 31:38 | •     | 24:13 | 13:14 | 14:38 | 00:22 |
| Cologne Centurions | 15:20 | 25:07 | •     | 10:17 | 20:17 | 10:20 |
| Frankfurt Galaxy   | 12:17 | 18:17 | 21:14 | •     | 31:14 | 16:14 |
| Hamburg Sea Devils | 17:18 | 17:17 | 10:14 | 13:17 | •     | 13:10 |
| Rhein Fire         | 21:30 | 27:24 | 21:10 | 10:06 | 31:21 | •     |

### Spiele
| Woche 1       | Woche 1            | Woche 1 | Woche 1            |
| Datum         | Heimteam           | Erg.    | Auswärtsteam       |
| ------------- | ------------------ | ------- | ------------------ |
| 18. März 2006 | Amsterdam Admirals | 29:33   | Berlin Thunder     |
| 18. März 2006 | Rhein Fire         | 10:06   | Frankfurt Galaxy   |
| 18. März 2006 | Hamburg Sea Devils | 10:14   | Cologne Centurions |

| Woche 2       | Woche 2            | Woche 2 | Woche 2            |
| Datum         | Heimteam           | Erg.    | Auswärtsteam       |
| ------------- | ------------------ | ------- | ------------------ |
| 25. März 2006 | Frankfurt Galaxy   | 31:14   | Hamburg Sea Devils |
| 25. März 2006 | Berlin Thunder     | 00:22   | Rhein Fire         |
| 26. März 2006 | Cologne Centurions | 15:20   | Amsterdam Admirals |

| Woche 3       | Woche 3            | Woche 3 | Woche 3          |
| Datum         | Heimteam           | Erg.    | Auswärtsteam     |
| ------------- | ------------------ | ------- | ---------------- |
| 1. April 2006 | Amsterdam Admirals | 38:20   | Frankfurt Galaxy |
| 1. April 2006 | Hamburg Sea Devils | 17:17   | Berlin Thunder   |
| 2. April 2006 | Cologne Centurions | 10:20   | Rhein Fire       |

| Woche 4       | Woche 4          | Woche 4 | Woche 4            |
| Datum         | Heimteam         | Erg.    | Auswärtsteam       |
| ------------- | ---------------- | ------- | ------------------ |
| 8. April 2006 | Berlin Thunder   | 31:38   | Amsterdam Admirals |
| 8. April 2006 | Frankfurt Galaxy | 21:14   | Cologne Centurions |
| 8. April 2006 | Rhein Fire       | 31:21   | Hamburg Sea Devils |

| Woche 5        | Woche 5            | Woche 5 | Woche 5            |
| Datum          | Heimteam           | Erg.    | Auswärtsteam       |
| -------------- | ------------------ | ------- | ------------------ |
| 15. April 2006 | Amsterdam Admirals | 35:31   | Rhein Fire         |
| 15. April 2006 | Hamburg Sea Devils | 13:17   | Frankfurt Galaxy   |
| 17. April 2006 | Berlin Thunder     | 24:13   | Cologne Centurions |

| Woche 6        | Woche 6            | Woche 6 | Woche 6            |
| Datum          | Heimteam           | Erg.    | Auswärtsteam       |
| -------------- | ------------------ | ------- | ------------------ |
| 22. April 2006 | Rhein Fire         | 21:30   | Amsterdam Admirals |
| 22. April 2006 | Frankfurt Galaxy   | 18:17   | Berlin Thunder     |
| 23. April 2006 | Cologne Centurions | 20:17   | Hamburg Sea Devils |

| Woche 7        | Woche 7            | Woche 7 | Woche 7            |
| Datum          | Heimteam           | Erg.    | Auswärtsteam       |
| -------------- | ------------------ | ------- | ------------------ |
| 29. April 2006 | Hamburg Sea Devils | 17:18   | Amsterdam Admirals |
| 29. April 2006 | Rhein Fire         | 27:24   | Berlin Thunder     |
| 30. April 2006 | Cologne Centurions | 10:17   | Frankfurt Galaxy   |

| Woche 8     | Woche 8            | Woche 8 | Woche 8            |
| Datum       | Heimteam           | Erg.    | Auswärtsteam       |
| ----------- | ------------------ | ------- | ------------------ |
| 6. Mai 2006 | Frankfurt Galaxy   | 16:14   | Rhein Fire         |
| 6. Mai 2006 | Amsterdam Admirals | 13:20   | Cologne Centurions |
| 7. Mai 2006 | Berlin Thunder     | 14:38   | Hamburg Sea Devils |

| Woche 9      | Woche 9            | Woche 9 | Woche 9            |
| Datum        | Heimteam           | Erg.    | Auswärtsteam       |
| ------------ | ------------------ | ------- | ------------------ |
| 14. Mai 2006 | Cologne Centurions | 25:07   | Berlin Thunder     |
| 14. Mai 2006 | Hamburg Sea Devils | 13:10   | Rhein Fire         |
| 14. Mai 2006 | Frankfurt Galaxy   | 12:17   | Amsterdam Admirals |

| Woche 10     | Woche 10           | Woche 10 | Woche 10           |
| Datum        | Heimteam           | Erg.     | Auswärtsteam       |
| ------------ | ------------------ | -------- | ------------------ |
| 20. Mai 2006 | Amsterdam Admirals | 21:34    | Hamburg Sea Devils |
| 20. Mai 2006 | Berlin Thunder     | 13:14    | Frankfurt Galaxy   |
| 20. Mai 2006 | Rhein Fire         | 21:10    | Cologne Centurions |

### Tabelle
|    | Team               | S | N | U | SQ    | P+  | P–  | Heim  | Ausw. |
| -- | ------------------ | - | - | - | ----- | --- | --- | ----- | ----- |
| 1. | Amsterdam Admirals | 7 | 3 | 0 | 0.700 | 259 | 234 | 2–3–0 | 5–0–0 |
| 2. | Frankfurt Galaxy   | 7 | 3 | 0 | 0.700 | 172 | 160 | 4–1–0 | 3–2–0 |
| 3. | Rhein Fire         | 6 | 4 | 0 | 0.600 | 207 | 165 | 4–1–0 | 2–3–0 |
| 4. | Cologne Centurions | 4 | 6 | 0 | 0.400 | 151 | 170 | 2–3–0 | 2–3–0 |
| 5. | Hamburg Sea Devils | 3 | 6 | 1 | 0.350 | 194 | 193 | 1–3–1 | 2–3–0 |
| 6. | Berlin Thunder     | 2 | 7 | 1 | 0.250 | 180 | 241 | 1–4–0 | 1–3–1 |

Legende: Siege, Niederlagen, Unentschieden, SQ Siegquote, P+ erzielte Punkte, P− gegnerische Punkte, Heim Heimbilanz (Siege–Niederlagen), Ausw. Auswärtsbilanz (Siege–Niederlagen).
Amsterdam wurde Erster, weil es beide Spiele der Regular Season gegen Frankfurt gewonnen hatte.

## World Bowl XIV
Das Finale zwischen den beiden bestplatzierten Mannschaften, als Yellow Strom World Bowl XIV bezeichnet, fand am Samstag, den 27. Mai 2006 statt. Spielort war wie im Vorjahr die LTU arena in Düsseldorf. Die Amsterdam Admirals standen zum dritten Mal im World Bowl, den sie im Vorjahr erstmals gewinnen konnten. Für die Galaxy war es die siebte World-Bowl-Teilnahme, drei Mal hatten die Frankfurter das Finale zuvor gewonnen.
In der Halbzeitshow trat Manfred Mann’s Earth Band auf.

### Spielablauf
|                         |                        | World Bowl XIV     |        |                  |  |                                                   |
| Düsseldorf 27. Mai 2006 |                        | Amsterdam Admirals | 7 : 22 | Frankfurt Galaxy |  | LTU arena Zuschauer: 36.286 Referee: Jerome Boger |
| Düsseldorf 27. Mai 2006 | (0:2, 7:0, 0:10, 0:10) | Amsterdam Admirals |        | Frankfurt Galaxy |  | LTU arena Zuschauer: 36.286 Referee: Jerome Boger |

Die Galaxy punktete bereits nach 1:55 im ersten Viertel: Frankfurts Defensive Tackle Jerome Nichols sackte Admirals-Quarterback Jared Allen in der Endzone für einen Safety. Erst im zweiten Viertel punkten die Admirals mit einem Drive über 7 Spielzüge und 55 Yards, der mit einem 12-Yard-Lauf von Amsterdams Runningback Larry Croom zu einem Touchdown endete. Die Admirals führten damit zur Halbzeit mit 7:2.
Im dritten Viertel führte Frankfurts Quarterback Jeff Otis sein Team mit einem 8 Spielzüge langen Drive über 66 Yards an, den Butchie Wallance mit einem 4-Yard-Lauf für einen Touchdown beendete. Beim nächsten Ballbesitz erzielte Frankfurts Kicker David Kimball ein 29-Yard-Field-Goal, so dass die Galaxy mit einer 12:7-Führung in das letzte Viertel ging. In diesem konnten die Amsterdam Admirals keine Punkte mehr erzielen, während die Galaxy ihre Führung weiter ausbauen konnte. Nach einem 62-Yard-Lauf über 14 Spielzüge, schloss Kimball mit einem 37-Yard-Field-Goal ab. Schließlich beendete Galaxy-Runningback J.R. Niklos einen Drive über drei Spielzüge und 74 Yards mit einem 12-Yard-Lauf in die Endzone für einen Touchdown.
Mit dem Sieg sicherte sich die Galaxy ihren vierten World-Bowl-Titel in der Geschichte der Franchise. Als MVP des World Bowls wurde der Galaxy-Runningback Butchie Wallace gewählt.

## Trivia
- Mit dem 17:17 zwischen den Sea Devils und Thunder am 1. April 2006 gab es das erste und einzige Remis in der Geschichte der NFL Europe bzw. WLAF nach dem Neustart der Liga 1995.[3]